# Nacimiento milagroso

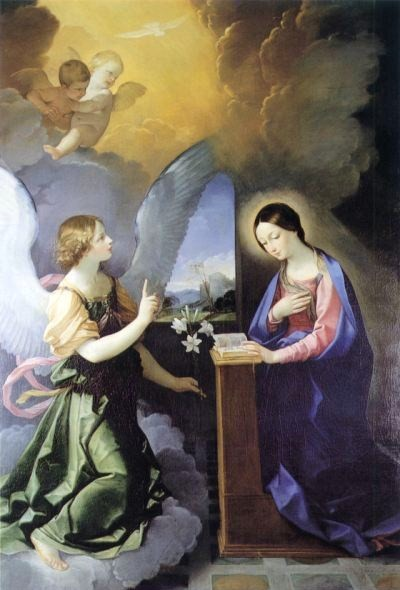
Anunciación por Guido Reni (1621).

Los nacimientos milagrosos son un tema recurrente en narrativas y tradiciones mitológicas, religiosas y legendarias. A menudo incluyen concepciones por circunstancias milagrosas y características como la intervención de una deidad, elementos sobrenaturales, señales astronómicas, dificultades o en el caso de algunas mitologías, tramas complejas relacionadas con la creación.

## Mesopotamia antigua
El concepto de orígenes en Asiria y Babilonia expresaba la procreación primero en "relaciones entre dioses y diosas que dan lugar a otros dioses y diosas", como Ea y Damkina asistidos por Apsu dando a luz a Marduk. El acadio Enûma Eliš describe el nacimiento de Marduk de la siguiente manera: "Ea, habiendo escuchado el plan de las deidades primordiales para destruir a los otros dioses, engañó a Apsu y Mummu y los mató. Ea, asegurado su triunfo sobre sus enemigos, en su cámara sagrada en profunda paz descansó. (ANET, p. 61, líneas 74–75.) Luego tomó el lugar que Apsu había usado para su culto y habitó allí con su esposa, Damkina. "Fue aquí donde Marduk, el "más potente y sabio de los dioses", fue creado en el corazón de Apsu y "Aquel que lo engendró fue Ea, su padre, y quien lo concibió fue Damkina, su madre".
Según Norman Lockyer, Ea, Ia o Oannes fue el dios primordial de Babilonia. Era un "Gran Dios, Creador de Hombres, Alfarero, Artista y Obrero". Formó una tríada con Anu y Bel, los dos polos del cielo y el ecuador. Oannes apareció primero desde el mar para enseñar a los babilonios el arte de la escritura, las ciencias, artesanías, la construcción de ciudades, agrimensura, la observación de las estrellas y la siembra y cosecha de todo tipo de granos y plantas. Se creía que se había reencarnado varias veces. Beroso, sacerdote del Templo de Bel, en Babilonia, sabía de hasta seis reencarnaciones.
Además, las deidades procreadoras, ya fueran masculinas o femeninas, jugaron un papel en el nacimiento de otras deidades o grandes personajes, como la tradición ugarítica de la Dama Asera, la Progenitora de los dioses; Mami, la Madre-vientre, la que crea a la humanidad; el Padre Nanna, el engendrador de dioses y hombres; las tradiciones asirias de que Tukulti-Urta fue creado por los dioses en el vientre de su madre y que el nacimiento de Senaquerib fue asistido por Ea, quien proporcionó un vientre espacioso, y Assur, el dios, mi engendrador; y el mito del norte de Arabia de la diosa madre responsable de Dusares."
En la mitología hitita, el dios Anu fue derrocado por su copero Kumarbi;: 25  Anu intentó huir, pero Kumarbi mordió los genitales de Anu y los tragó, desterrándolo al inframundo.: 25  Como consecuencia de tragar los genitales de Anu, Kumarbi quedó embarazado de Teshub, hijo de Anu, y de otros cuatro descendientes.: 25  Teshub derrocó a su padre Kumarbi, vengando así el derrocamiento y mutilación de su otro padre, Anu.: 25  Este relato sirvió posteriormente como base para la historia griega de la castración de Urano por su hijo Crono, que resultó en el nacimiento de Afrodita, descrito en la Teogonía de Hesíodo.: 25–27 

## Antiguo Egipto

### Dioses

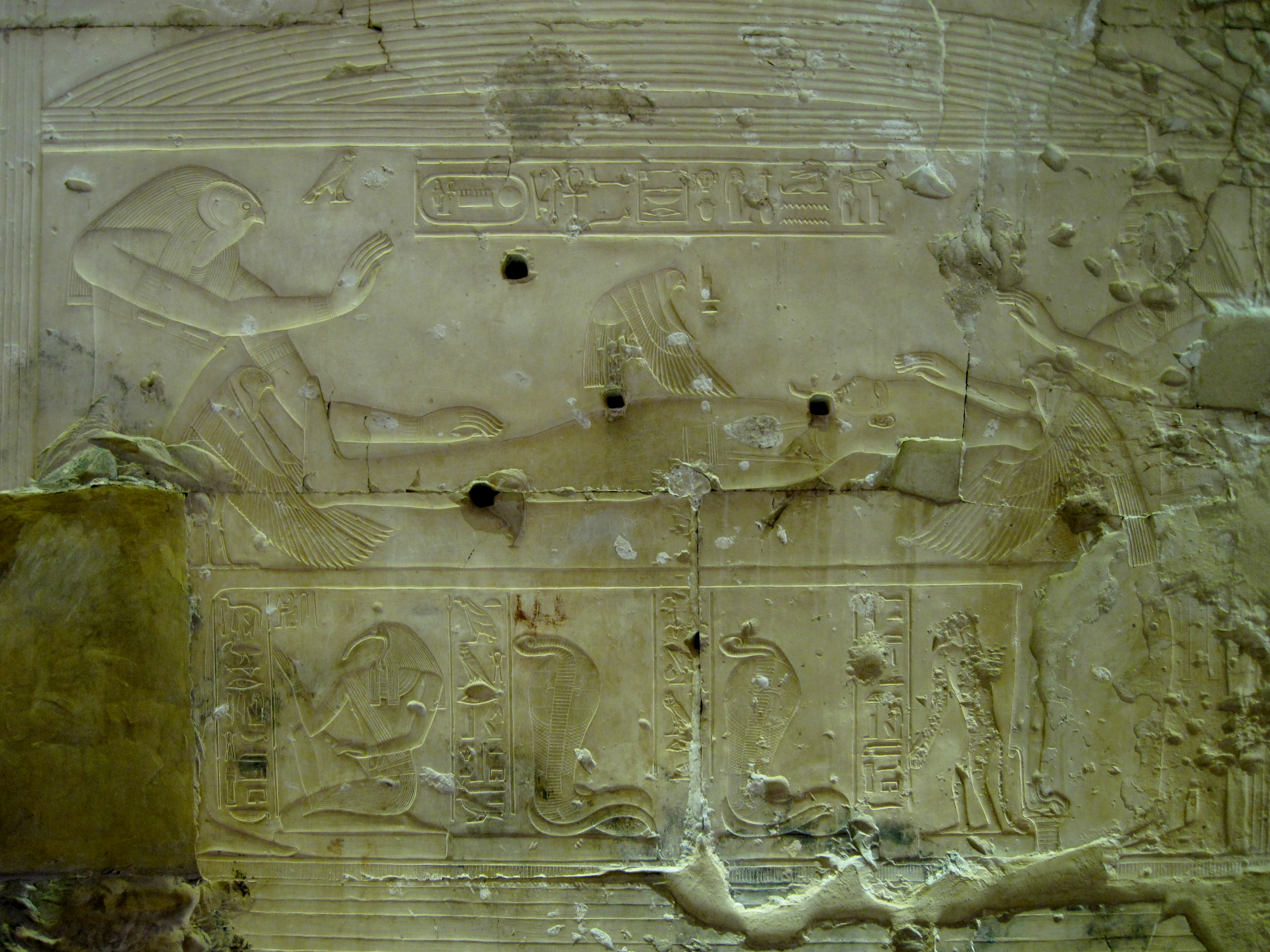
Isis, en forma de pájaro, se une al fallecido Osiris. A ambos lados están Horus, aún no nacido, e Isis en forma humana.

La creencia en la concepción de Horus por Isis se remonta al comienzo de la historia egipcia. La concepción y nacimiento de Horus se entendían en términos de la doctrina egipcia de partenogénesis, que estaba conectada con la diosa Neit de Sais. En el Alto Egipto, Neit era adorada en Seni y representada con la cabeza de una leona pintada de verde, con los títulos: "Padre de padres y Madre de madres," y "net-Menhit, la gran dama, señora del sur, la gran vaca que dio a luz al sol, que hizo el germen de dioses y hombres, la madre de Ra, que levantó a Tem en tiempos primigenios, que existía cuando nada más tenía ser y que creó lo que existe después de que ella misma vino a la existencia.": 150 
Los textos egipcios mencionan numerosas formas de Horus. En una, él es Heru-sa Ast, sa-Asar, o Horus, hijo de Isis, hijo de Osiris. Isis es descrita en el Himno a Osiris, como encontrando y restaurando el cuerpo de su esposo fallecido y usando palabras mágicas dadas por Tot para devolverlo a la vida. Luego, al unirse con Osiris, concibe a Horus. Horus representaba el sol naciente y en este aspecto era comparable al Apolo griego.
Había al menos quince Horus más en el panteón egipcio, por lo que en la historia de Isis y Osiris, Horus es a veces conocido como Harsiesis, para distinguirlo de los demás. Es representado como un halcón o con cabeza de halcón. Finalmente vengó la muerte de Osiris y reclamó el trono, gobernando pacíficamente Herakhty o Horus del Horizonte, era un dios solar que salía cada mañana en el horizonte oriental. A menudo se le identificaba con el dios solar, Ra, finalmente fue absorbido por él, formando Ra-Herakhty.
El descenso lineal de Ra, ya sea por nacimiento o por matrimonio, fue reclamado por todos los reyes de Egipto al menos desde User-ka-f, primer rey de la V Dinastía, quien fue Sumo Sacerdote de Ra en Heliópolis. Una parte importante de esta tradición era la leyenda del Dios Re generando con la esposa de un sacerdote. El niño recién nacido era considerado un dios encarnado y más tarde, con las ceremonias apropiadas, era presentado a Re o Amen-Re, en su templo, donde el dios lo aceptaba y lo reconocía como su hijo. Esta tradición fue posteriormente inscrita en una forma estereotipada en relieves de templos.
Muchos textos mencionan diferentes atributos de Isis. Estos fueron combinados en una sola narrativa por Plutarco en el siglo I d. C. En su aspecto de protectora de Egipto y su pueblo, Isis es representada con enormes alas extendidas. Enseñó a las mujeres a moler maíz, a hilar y tejer, enseñó a la gente cómo curar enfermedades. Instituyó el rito del matrimonio. Cuando su consorte, Osiris, dejó Egipto para viajar por el mundo, Isis gobernó el país en su ausencia. El jeroglífico de su nombre es la imagen de un trono y su regazo llegó a ser visto como el trono de Egipto. Debido a su fama, Isis eventualmente absorbió las cualidades de casi todas las demás diosas; fue una gran diosa madre, una diosa pájaro, diosa del inframundo que daba vida a los muertos y una diosa de las aguas primigenias. Su culto se extendió más allá de Egipto a Grecia y por todo el Imperio Romano, durando desde antes del 3000 a. C. hasta bien entrada la era cristiana.

### Faraones
Existe un mito sobre el nacimiento de Hatshepsut. En este mito, Amón va a la Reina Ahmose en la forma del Faraón Tutmosis I y la despierta con olores agradables. En este punto, Amón coloca el ankh, un símbolo de vida, en la nariz de Ahmose y Hatshepsut es concebida por Ahmose. Otro mito sobre el nacimiento divino concierne a Amenhotep III, es concebido por Amón que ha ido a la reina Mutemwiya en forma de Tutmosis IV.

## Judaísmo
En la Biblia hebrea y en la tradición judía posterior, hay historias de matriarcas dando a luz donde el Dios de Israel interviene milagrosamente. Por ejemplo, en la literatura rabínica se hicieron expansiones sobre el nacimiento de la matriarca Sara basadas en tradiciones anteriores del Antiguo Testamento.

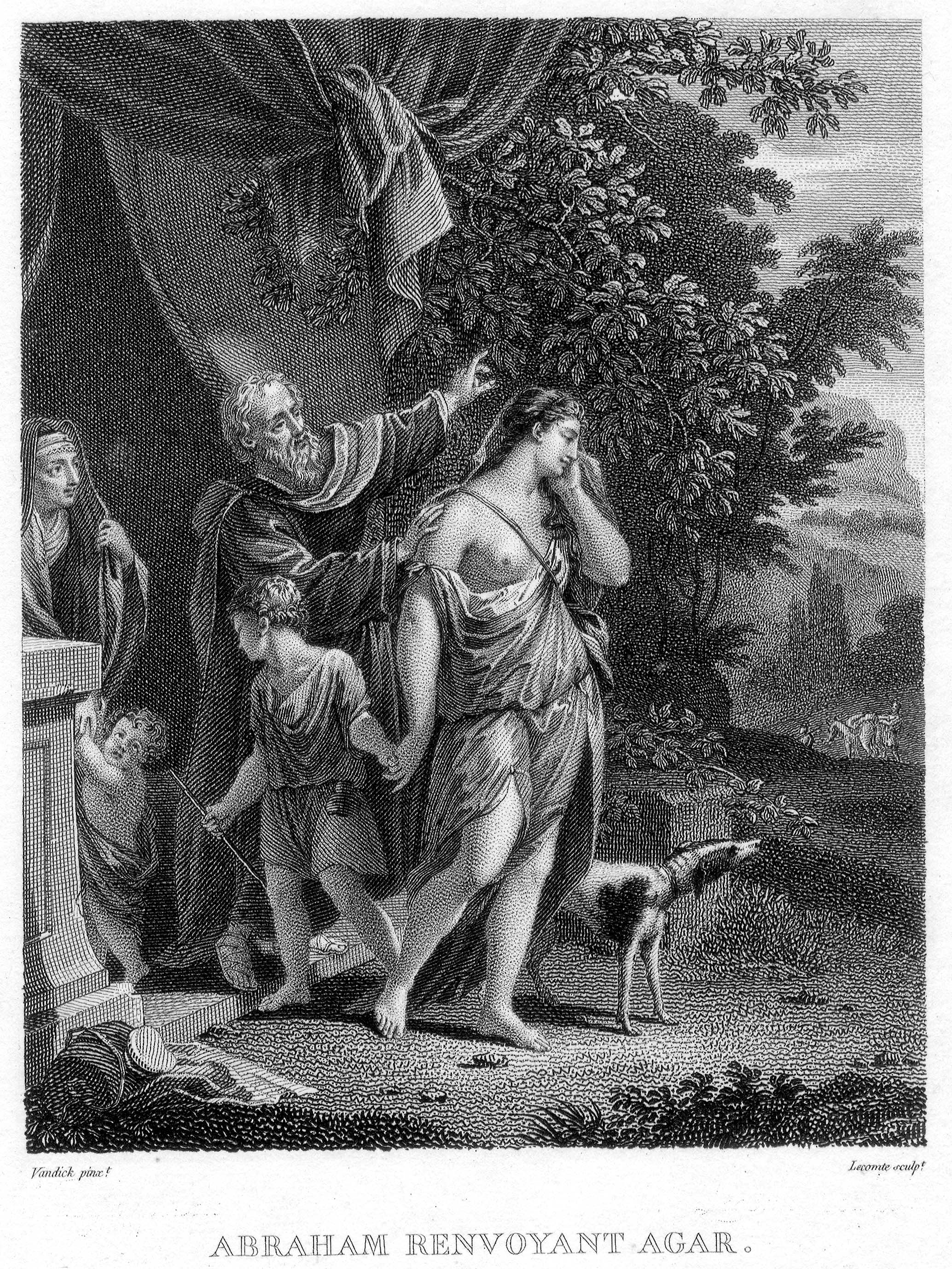
Destierro de Agar, Grabado. À Paris chez Fr. Fanet, Éditeur, Rue des Saints Pères n° 10.. Sara se ve en el lado izquierdo, mirando.

### Isaac
Debido a su avanzada edad, Sarai era infértil, pero se le concedió un milagro (Génesis Rabbah xlvii. 3) después de que su nombre fuera cambiado de "Sarai" a "Sara" (R. H. 16b). Cuando su juventud fue restaurada y dio a luz a Isaac, la gente no creía en el milagro, diciendo que el patriarca y su esposa habían adoptado a un niño encontrado y fingían que era su propio hijo. Abraham entonces invitó a todos los notables a un banquete el día en que Isaac iba a ser destetado. Sara invitó a las mujeres, quienes trajeron a sus bebés y en esta ocasión ella dio leche de sus pechos a todos los niños, convenciendo así a los invitados del milagro (B. M. 87a; comp. Gen. R. liii. 13).

### Immanuel
Según Isaías 7:14, alrededor del 735 a. C., el rey Acaz de Judá recibió un mensaje del profeta Isaías durante la Guerra sirio-efraimita con Aram (Siria) e Israel: "Por tanto, el Señor, por su cuenta, os dará una señal; he aquí, la joven está encinta, y dará a luz un hijo, y le pondrá por nombre Immanuel." Generalmente, los comentaristas judíos consideran que esto se refiere al nacimiento no milagroso de Ezequías u otro niño contemporáneo, tal como indica Isaías a continuación.
La Septuaginta griega y algunas traducciones cristianas posteriores, siguiendo la aplicación de Isaías 7 en "Mateo 1", usan la palabra "virgen". La palabra hebrea alma en realidad se traduce como una joven en edad de procrear que aún no había dado a luz y que podría o no ser virgen, mientras que la palabra hebrea betulah, usada en otros pasajes de Isaías, es la que significa "virgen". Si la referencia es a la prometida de Acaz, Abí, hija del Sumo Sacerdote, no se implica un nacimiento milagroso, solo castidad. El mundo cristiano cree que el versículo es una predicción mesiánica del nacimiento milagroso de Jesús, como se describe en varios evangelios del Nuevo Testamento de la Biblia.

### Melquisedec
El Segundo Libro de Enoc contiene una sección, llamada Exaltación de Melquisedec, que dice que Melquisedec nació de una virgen, Sofonim o Sopanima, esposa de Nir, hermano de Noé. El niño salió del cuerpo de su madre después de que ella había muerto y se sentó en la cama junto a su cadáver, ya físicamente desarrollado, vestido, hablando y bendiciendo al Señor y marcado con la insignia del sacerdocio. Cuarenta días después, Melquisedec fue llevado por el arcángel Gabriel (Miguel en algunos manuscritos) al Jardín del Edén y así fue preservado del Diluvio sin tener que estar en el Arca de Noé.

## Zoroastrismo
El nombre de Zoroastro ha sido adoptado del griego y latín Zoroastres. La forma antigua de su nombre en el Avesta es Zarathustra. Su país natal probablemente fue Media en el oeste de Irán (posiblemente en el moderno Azerbaiyán), pero su ministerio tuvo lugar en el este de Irán, especialmente en la región de Bactriana, alrededor del 1200 a. C. Zoroastro fue originalmente un sacerdote mago y bajo las reformas que instituyó, Mitra se convirtió en uno de los Yazatas (los Adorables), los ángeles o seres divinos menores.
Se decía que el nacimiento de Zoroastro fue predicho desde el principio de los tiempos y que en el momento en que nació, estalló en risas y todo el universo se regocijó con él. Después de su nacimiento, demonios malignos intentaron destruirlo, pero con la protección de Ahura Mazda, sobrevivió a todos los intentos contra su vida. La tradición zoroástrica difiere de la cristiana porque lo divino solo asiste en la preservación de la semilla de Zoroastro. La escritura central, el Avesta y también los textos Pahlavi incluyen la tradición de que la gloria real se transmite de gobernante a gobernante y de santo a santo con el propósito de iluminar finalmente el alma de Zarathustra. También las escrituras aluden claramente a relaciones conyugales entre sus padres, durante las cuales espíritus malignos intentan evitar su concepción. Pero según una tradición posterior, la madre de Zoroastro, Dughdova, era virgen cuando concibió a Zoroastro por un rayo de luz.

## Literatura grecorromana y helenística

### Dioses

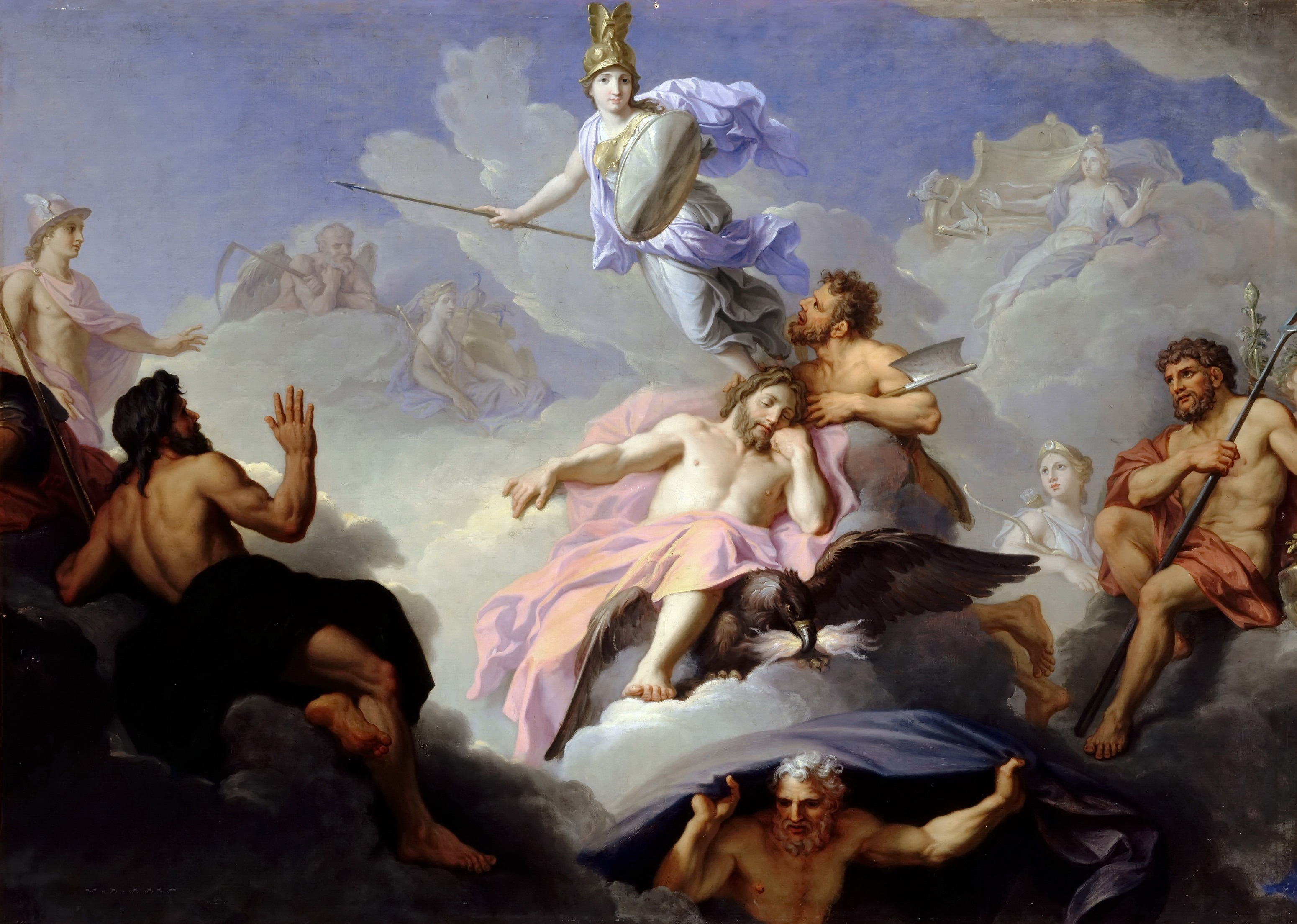
El nacimiento de Minerva por René-Antoine Houasse (antes de 1688).

La literatura grecorromana y helenística es rica en la tradición del nacimiento entre los dioses. En su poema Teogonía, el poeta griego Hesíodo cuenta que Zeus había yacido una vez con la diosa Metis, dejándola embarazada, pero, temiendo que ella pudiera dar a luz un hijo más poderoso que él mismo, la tragó. Su hija Atenea nació completamente desarrollada de la frente de Zeus, completamente armada y vestida con armadura. Hesíodo también relata que la diosa Afrodita nació de la espuma del mar después de que los testículos castrados de Urano fueran arrojados a él.
Helios era hijo de Zeus y Eurifesa. También fue llamado "el hijo de la Tierra y el Cielo estrellado" y el hijo de Hiperión. Dioniso era ditirambo, "aquel que entró en la vida por una doble puerta". Su primer nacimiento tuvo lugar prematuramente. Su madre, Sémele, murió cuando Zeus se le apareció en un relámpago, por lo que Zeus abrió su propia carne y encerró al infante. Con el tiempo, Dioniso nació "perfecto" del muslo de Zeus. Dioniso Zagreo era importante en la teología órfica. En Protrepticus ii. 14 ff. de Clemente de Alejandría, este niño tenía la forma de un toro. Zeus tenía la intención de hacerlo gobernante del universo, pero los titanes celosos lo atrajeron, lo despedazaron, lo cocinaron y lo comieron. Atenea, sin embargo, preservó su corazón, que Zeus tragó. Según Boslooper, Clemente omitió una parte del mito que forma una conexión entre su relato y la leyenda tebana de Dioniso. Debido a que Zeus tragó el corazón de Dioniso Zagreo, cuando Sémele dio a luz a Dioniso, el nuevo dios fue Zagreo renacido.

### Mitra y Mitras

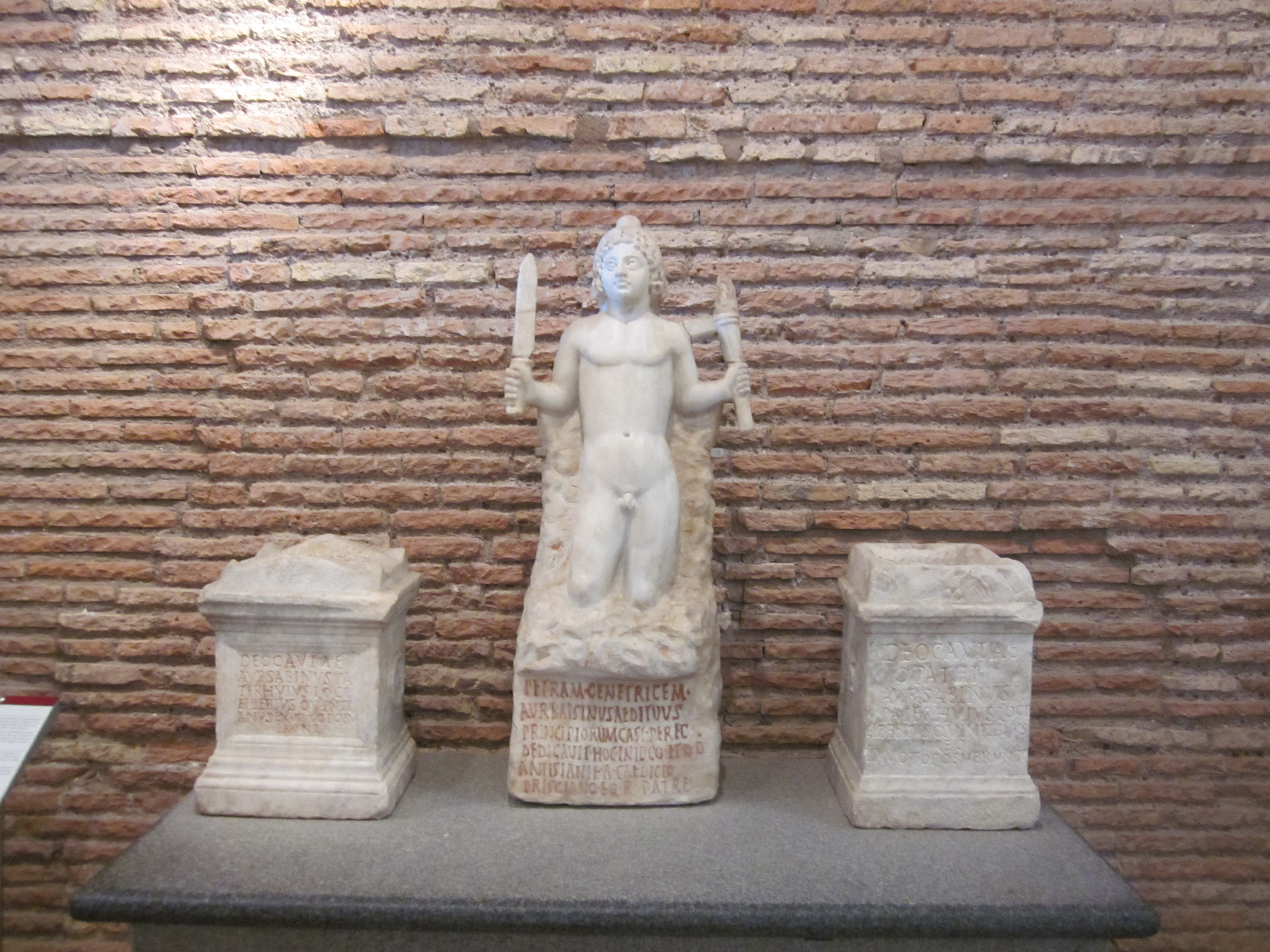
Estatua romana que muestra a Mitras naciendo de la roca, del Museo de los Baños de Diocleciano.

En la mitología india, Mitra es conocido como Mitra. Originalmente era un dios de contratos y amistad y fue un precursor del dios grecorromano Mitras. En Irán, se desarrolló como el protector de la verdad. Antes de la época de Zoroastro, estaba asociado con Ahura Mazda, el principio del bien. Como consecuencia de las reformas de Zoroastro a la religión iraní, Mitra fue desplazado del poder y Ahura Mazda se convirtió en supremo. En los Vedas indios más antiguos, Mitra era el dios de la luz, invocado bajo el nombre de Varuna, y era llamado "la Luz del Mundo". Era el mediador entre el cielo y la Tierra.
"La luz que estallaba desde los cielos, concebidos como una bóveda sólida, se convirtió, en la mitología de los Magos, en Mitra nacido de la roca."
El mitraísmo absorbió la astrología de los caldeos después de la conquista caldea y continuó como una religión astronómica. En el período helenístico tomó su forma final. Mitra fue asimilado a las creencias grecorromanas en el siglo I a. C. como Mitras. Era un dios antiguo y muy venerado del paganismo romano, donde fue adorado durante más de 300 años como "el dios de los soldados."

### Héroes mitológicos

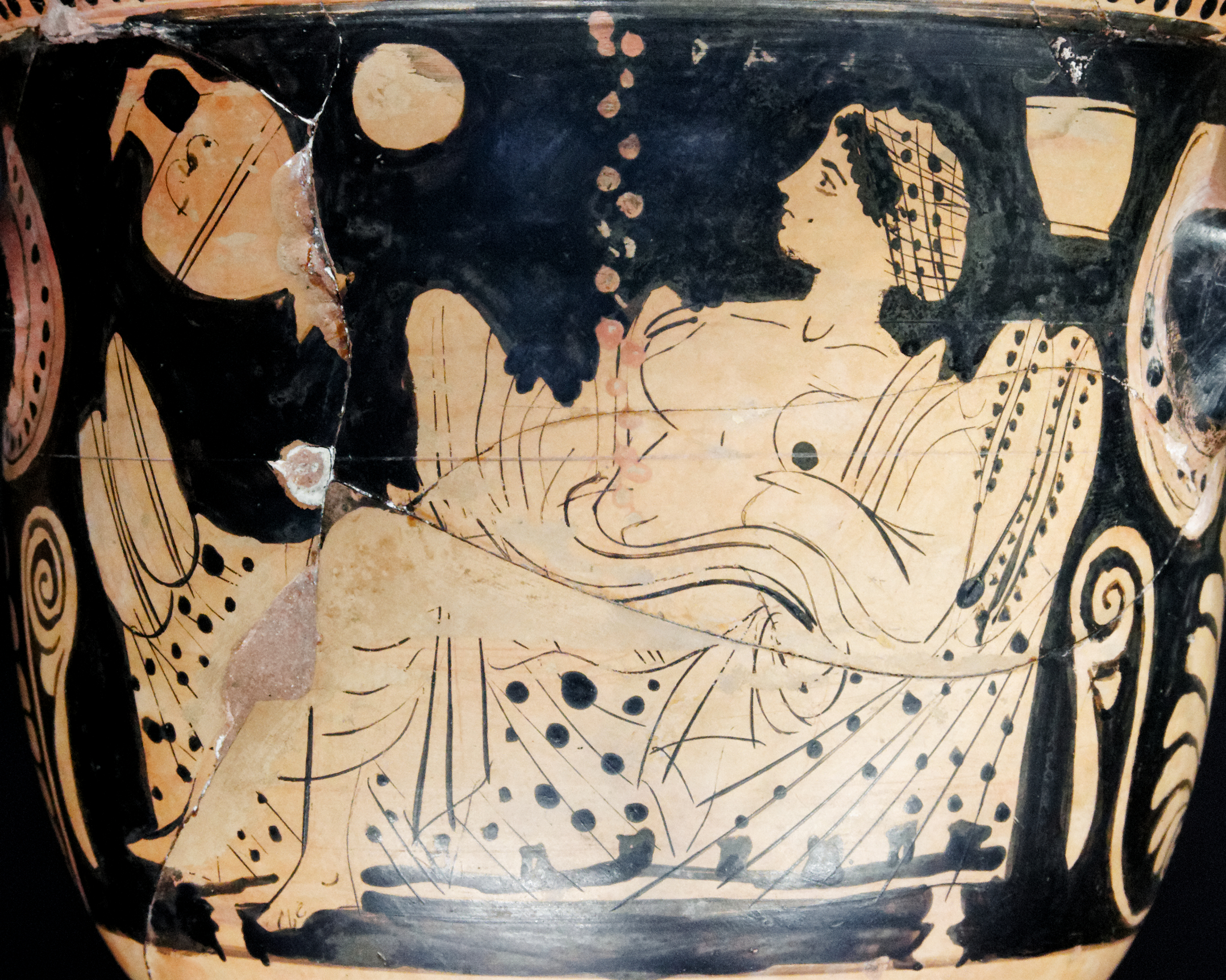
Cratera de campana beocia antigua que muestra a Zeus impregnando a Dánae en forma de lluvia de oro, circa 450–425 a. C.

El amor de un dios por un mortal, que resulta en el nacimiento de un héroe, es una desviación notable de la tradición del origen de los dioses. La leyenda de Perseo, cuya madre lo concibió cuando Júpiter vino a ella en forma de lluvia de oro, es un ejemplo de este tipo (cf. Ovidio, Metamorfosis, Libro IV). La Antología griega tiene lo siguiente: Zeus, convertido en oro, atravesando la cámara de bronce de Dánae, cortó el nudo de la virginidad intacta.
Héroes creados por la generación de un dios con un mortal incluyen a Ión por Apolo y Creúsa, Rómulo por Marte y Aemila, Asclepio por Apolo y Coronis, y Helena por Zeus y Leda. Plutarco registra cómo Teseo y Rómulo nacieron fuera del matrimonio y de ascendencia incierta y al mismo tiempo, tenían la reputación de haber surgido de los dioses. Dijo que el abuelo de Teseo, Piteo, inventó la historia de que Teseo era hijo de Neptuno para ocultar su linaje como hijo de la hija de Piteo, Etra, y Egeo. Pero había otras historias sobre el nacimiento de Rómulo y su hermano Remo. La historia del origen divino de Rómulo dice que su madre era la hija mortal de Eneas y Lavinia y su padre era Marte.
Según la Biblioteca, Atenea visitó al dios herrero Hefesto para pedir algunas armas, pero Hefesto, abrumado por el deseo, intentó violarla, pero Atenea se resistió. Durante la lucha, su semen cayó en su muslo y Atenea, disgustada, lo limpió con un trozo de lana (ἔριον, erion) y lo arrojó a la tierra (χθών, chthôn). Mientras huía, Erichtonio nació del semen que cayó a la tierra.
En su "Himno a Asclepio", Homero atribuye su origen al dios Apolo y a la hija de un renombrado soldado, el rey Flegias. Como patrón divino del arte de la curación, Asclepio se convirtió en el más popular de los dioses héroes de Grecia. La creencia de que la religión estaba relacionada con la enfermedad y la dolencia era central en su culto. Sus santuarios en el mundo grecorromano se hicieron tan famosos que hubo un movimiento para convertirlo en un dios de primer rango e identificarlo con el propio Zeus. Asclepio era "el que lidera y controla todas las cosas, el salvador del mundo entero y el guardián de los mortales."
Helena de Troya fue adorada como heroína en varias partes del mundo antiguo durante la época histórica temprana. La obra de Eurípides "Helena" depende de una tradición iniciada en el siglo VI a. C. por el poeta griego Estesícoro, que decía que Helena era hija de Zeus (que tomó la forma de un cisne) y Leda. Pero esto podría ser simplemente una forma poética de decir que ella nació de un huevo.
Hay dos versiones del nacimiento de Edipo. Se le dio un estatus semidivino en "Edipo Rey" de Sófocles, donde se decía que era hijo de Pan, Loxias, "o el dios de los Bacantes, habitante de las cimas de las colinas" y una de las ninfas de Helicón. Pero en "Fenicias" de Eurípides, su madre, Yocasta, dice que Edipo es hijo de Layo, un mortal, a quien el dios Febo advirtió que no tuviera hijos.

Rey de Tebas, famoso por sus caballos! no busques engendrar hijos contra la voluntad del cielo; pues si engendras un hijo, ese niño te matará, y toda tu casa se hundirá en sangre.

Layo ignoró la advertencia, pero después de que nació el niño, lo dio a pastores para exponerlo en el Monte Citerón. El niño fue encontrado y criado entre los cuidadores de los caballos de Polibo. Como hombre adulto, Edipo efectivamente mató a su padre, sin saber quién era y luego se casó con su madre. Cuando descubrió la verdad, se cegó a sí mismo. En esta historia, claramente se le considera hijo de Layo y Yocasta. Esto también es evidente en "Edipo Rey" de Sófocles. Según Boslooper, "Los dos pasajes indican que en la mente griega los pensamientos de participación paterna divina y humana en la concepción no eran mutuamente excluyentes."

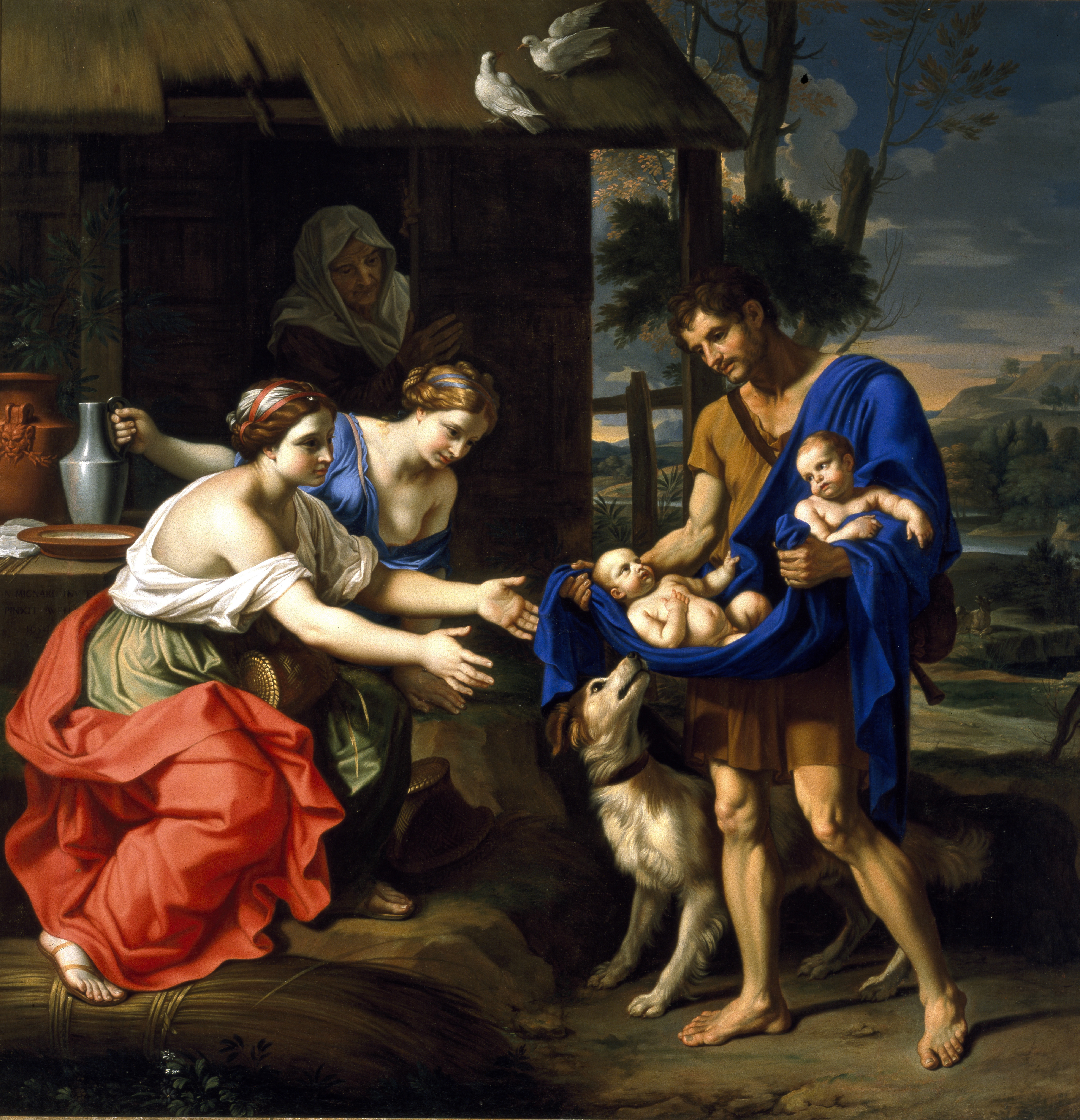
El pastor Fáustulo llevando a Rómulo y Remo a su esposa por Nicolas Mignard (1654).

Rómulo y Remo, los legendarios gemelos fundadores de la ciudad de Roma, se dice que nacieron de una Vestal, Rea Silvia. Rea Silvia había sido obligada a convertirse en Virgen Vestal contra su voluntad y afirmaba haber quedado embarazada por intervención divina. Tito Livio atestigua que, en cambio, fue violada por un hombre desconocido. En cualquier caso, Rey Amulio ordenó que los gemelos fueran ahogados, ya que la muerte por los elementos no desencadenaría un castigo divino.

### Figuras históricas
Alejandro, los Ptolomeos y los Césares fueron considerados por algunos estudiosos como "nacidos de una virgen." Alejandro Magno, viajó al Oasis de Amón para que lo reconocieran como hijo del dios y así convertirse en un rey legítimo y reconocido de Egipto. Las inscripciones muestran que él y los Ptolomeos después de él hicieron que los incidentes de su nacimiento fueran regularmente representados en relieves de templos. Norden llama a esto el motivo de la virgen helenística. Sin embargo, la evidencia muestra que Alejandro debió tener una doble tradición de origen. Está registrado que Alejandro Magno y Augusto se consideraban concebidos por un dios serpiente y reclamaban entre ellos a Febo y Júpiter como sus progenitores.
El Emperador Augusto fue alabado como el Salvador del mundo, pero la idea de Salvador no era única ni original de Augusto mismo, antes de él, el mismo título se dio a los reyes Seléucidas y otros reyes helenísticos. A lo largo de este período hubo frecuentes anhelos por un salvador de los problemas actuales. Se decía que Augusto tuvo un nacimiento milagroso y una infancia llena de muchos presagios y señales; unos meses antes de que naciera, se observó un presagio en Roma que advertía que la naturaleza estaba embarazada de un rey para el pueblo romano, en consecuencia, el Senado consternado decretó que ningún niño varón nacido ese año debería ser criado; pero aquellos cuyas esposas estaban embarazadas se aseguraron de que el decreto no se archivara en el tesoro, ya que cada uno se apropió de la predicción para su propia familia. Boslooper relata varias historias adicionales. En una, Suetonio narra lo que aprendió de Asclepias de Mendes:

Cuando Atia llegó en medio de la noche al servicio solemne de Apolo, hizo que colocaran su litera en el templo y se durmió, mientras las demás matronas también dormían. De repente, una serpiente se deslizó hacia ella y poco después se fue. Cuando despertó, se purificó, como si hubiera estado con su esposo y de inmediato apareció en su cuerpo una marca en colores como una serpiente y nunca pudo deshacerse de ella; por lo que pronto dejó de ir a los baños públicos. En el décimo mes después de eso, nació Augusto y fue considerado hijo de Apolo. Atia también, antes de dar a luz, soñó que sus entrañas eran llevadas a las estrellas y se extendían por toda la extensión de la tierra y el mar, mientras que Octavio soñó que el sol salía del vientre de Atia.

La esperanza de un salvador se expresó en la “Cuarta Égloga” de Virgilio. Los padres de la Iglesia afirmaron más tarde que esto era una referencia a Jesucristo; sin embargo, el poema estaba dedicado a Pollio, uno de los hombres influyentes en la época de las guerras civiles y mecenas y amigo de Virgilio. El héroe del poema es un niño nacido o por nacer en el 40 a. C., en el momento del consulado de Pollio. Se esperaba una nueva era, en cumplimiento de un oráculo más antiguo.

... Ahora la última era cantada por la Sibila de Cumas
Ha llegado y se ha ido, y el majestuoso giro
De los siglos circulantes comienza de nuevo:
La justicia regresa, regresa el reinado de Saturno,
Con una nueva raza de hombres enviada desde el cielo.
Solo tú, en el nacimiento del niño en quien
El hierro cesará, la raza dorada surgirá,
Apóyalo, casta Lucina; es tu propio
Apolo reina ... 
Para ti, oh niño,
Primero la tierra, sin cultivar, verterá libremente
Sus dones infantiles, el rocío de hiedra errante
Con dedalera y flor de haba egipcia mezclada,
Y acanto de ojos risueños. Por sí mismas,
Sin atender, las cabras entonces traerán a casa
Sus ubres hinchadas de leche, mientras los rebaños en el campo
No temerán al león monstruoso..

## Hinduismo
En la historia de Krishna, la deidad es tanto el agente de la concepción como el descendiente. Por su compasión hacia la tierra, el divino Visnú descendió al vientre de Devaki y nació como su hijo, Krishna. El Vishnu Purana relata: "Devaki llevaba en su vientre a la deidad de ojos de loto, antes del nacimiento de Krishna, nadie podía soportar mirar a Devaki, por la luz que la envolvía y aquellos que contemplaban su resplandor sentían sus mentes perturbadas." Esta referencia a la luz recuerda al himno védico "A un Dios Desconocido", que menciona a un Niño Dorado. Según F. M. Müller, este término significa "el germen dorado del niño" y es un intento de nombrar al sol.
Esto se menciona ocasionalmente como evidencia para la hipótesis de que los relatos de "nacimiento virginal" son un fenómeno bastante común en religiones no cristianas alrededor del mundo. Sin embargo, no hay nada en las escrituras hindúes que sugiera que fue un nacimiento "virginal". En el momento de la concepción y nacimiento de Krishna, Devaki estaba casada con Vasudeva y ya había dado a luz a siete hijos.
En el Ramayana, Visnú se encarna como hombre, Rama, en el vientre de Kausalya, una de las esposas del rey Dasaratha. En la epopeya del Mahabharata, Surya, el dios del sol, impregna a la reina Kunti antes de su matrimonio con el rey Pandu, lo que lleva al nacimiento de su hijo Karna. Surya restaura su virginidad después, permitiéndole casarse con Pandu, a pesar de haber dado a luz previamente. También en el Mahabharata, Bharadwaja rishi va con sus compañeros al río Ganga para realizar sus abluciones. Allí, ve a una hermosa apsara llamada Ghritachi, que ha venido a bañarse. El sabio es vencido por el deseo, lo que lo lleva a eyacular involuntariamente por la excitación. Bharadwaja Muni captura el semen en un recipiente llamado Đroṇa y Đroṇācharya mismo surge de él.
Sin embargo, algunos hindúes creen que cuando las emanaciones del Ser Supremo son pratyaksha u obvias a la vista, se convierten en sacara o encarnadas. Krishna fue tal encarnación y generalmente tenía forma humana. En ese modo de aparición, las deidades suelen ser consideradas nacidas de una mujer, pero sin ninguna relación carnal. Esta creencia no es compartida por aquellos que siguen el Purva Mimansa, o la filosofía de Jaimini. Ellos insisten en que los Devas eran meros mortales a los que el Ser Supremo dotó de cualidades similares a las suyas. En general, los hindúes realizan actos de adoración a algunos de sus antiguos monarcas y sabios, que fueron deificados por sus eminentes virtudes.

## Budismo

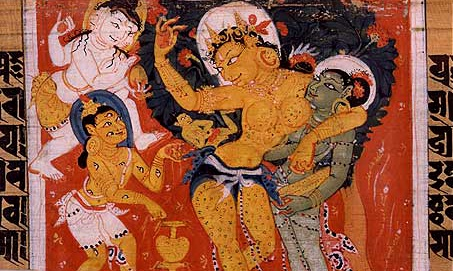
Māyā dando a luz milagrosamente a Siddhārtha. Sánscrito, manuscrito en hoja de palma. Nālandā, Bihar(India), Período Pāla.

Las historias del nacimiento inusual de Buda se desarrollaron a lo largo de los siglos. Dos relatos citados por Boslooper narran el descenso del futuro Bodhisattva desde el "Cuerpo Tusita" al vientre de la madre, la aparición del Buda en la madre como una gema brillante y los prodigios acompañantes en el mundo natural. Estos son el Majjhima-Nikāya, 123 Acchariyabbhutadhammasuta III. 119–124; (I. B. Horner, 1959, pp. 164–169); y Māhapadāna Sutta, Dīgha ii. 12. En el Mahapadana-sutra, Dīgha ii. 12, se describe la encarnación del Buda Vipassī.

Ahora Vipassi, hermanos, cuando, como Bodhisat, dejó de pertenecer a las huestes del cielo del Deleite, descendió al vientre de su madre consciente y dueño de sí mismo.

Según este texto, el Buda Vipassī fue el primero de seis encarnaciones que precedieron a Gautama. Los otros listados son Sikhī, Vessabhū, Kakusandha, Koṇāgamana y Kassapa. El relato legendario más popular del nacimiento de Buda está en el Nidanakatha Jataka (Cuentos Jataka) que narró las vidas de Buda en encarnaciones anteriores. En este relato, el “Gran Ser” eligió el momento y lugar de su nacimiento, la tribu en la que nacería y quién sería su madre. En el momento elegido por él, Maya, su madre, se durmió y soñó que cuatro arcángeles la llevaron a las Montañas del Himalaya donde sus reinas la bañaron y vistieron. En su sueño, el Gran Ser pronto entró en su vientre desde su lado, en forma de un elefante blanco. Cuando despertó, contó su sueño al Raja, quien convocó a sesenta y cuatro eminentes Brahmanes para interpretarlo.
Luego se describe cómo dio siete grandes pasos en su nacimiento y en el séptimo, gritó: "Soy el jefe del mundo". Se narra cómo sostenía en su mano alguna medicina que se convirtió en la droga con la que más tarde curó a los enfermos, ciegos y sordos. También se explica cómo en el nacimiento deseaba dar un regalo, pero su madre le presentó uno y cómo finalmente cantó la canción de la victoria.
Además del Buda histórico, la tradición Vajrayana del budismo incluye muchos relatos de nacimientos milagrosos. Por ejemplo, Guru Padmasambhava (Guru Rinpoche) es considerado un segundo Buda por los budistas tibetanos y en algunos relatos se describe que nació de un loto.

### Budismo tibetano
La escuela Nyingma afirma que el nacimiento de Garab Dorje fue un nacimiento milagroso de una hija virgen del rey de Odiyana (Uddiyana) y que recitó tantras Dzogchen en su nacimiento.
Una interpretación detallada de la natividad hagiográfica de Garab Dorje contextualiza brevemente a su madre, una bhikṣuṇī cuya sadhana era Yoga tantra y a sus padres. La hija bhiksuni tiene un sueño en el que un hombre sostiene el vaso de los Astamangala, el mundo triple, con las sílabas oṃ ā hūṃ y svāhā:

El Señor de los Secretos (gSang-ba'i-bdag-po) instruyó a los Poseedores de la Sabiduría (Rig-'dsin) en Dhanakośa en Uḍḍiyāna, el actual valle de Swat. Había un gran templo, llamado bDe-byed-brtsegs-pa; estaba rodeado por 1608 capillas más pequeñas. El rey Uparāja, y la reina sNang-ba-gsal-ba'i-od-ldan-ma residían allí. Tenían una hija llamada Sudharmā; ella tomó los votos de novicia, y poco después los votos monásticos completos. Sudharmā, junto con sus doncellas, permaneció en una isla y meditó sobre el Yoga Tantra (rnal-'byor-gyi rgyud). Una noche la Bhikṣuṇī Sudharmā soñó que un hombre blanco había llegado, completamente puro y hermoso. Sostenía en su mano un recipiente de cristal que tenía grabadas las letras oṃ ā hūṃ svāhā. Tres veces colocó el recipiente en la coronilla de su cabeza, y la luz entonces brilló desde él. Mientras esto sucedía, ella contempló el mundo triple perfectamente y con claridad. No mucho después de este sueño, la Bhikṣuṇī dio a luz a un verdadero hijo de los dioses.

## China

### Emperador Amarillo
El Emperador Amarillo a veces se dice que fue fruto de un nacimiento extraordinario, ya que su madre Fubao lo concibió al ser estimulada, mientras caminaba por el campo, por un relámpago desde la Osa Mayor.

### El Abandonado
Según algunos relatos, Qi, el Abandonado, que más tarde sería conocido como Houji un héroe cultural o dios de la agricultura, fue concebido milagrosamente cuando su madre, la consorte Jiang Yuan, pisó una huella dejada por el dios supremo Shangdi.

### Laozi
Algunas escuelas taoístas sostenían que Laozi fue concebido cuando su madre miró una estrella fugaz. Nació mientras su madre se apoyaba contra un ciruelo. Se decía que Laozi emergió como un anciano con una barba gris completa. Esto puede ser porque su nombre "Maestro Viejo" (老子) también puede leerse como "Niño Viejo".

### Abaoji
Existen algunas leyendas sobre el nacimiento de Abaoji (también conocido como Yi), el Emperador Taizu de Liao. Según las leyendas, su madre soñó que el sol cayó del cielo y entró en su seno, de lo cual siguió el embarazo. Cuando dio a luz, se dice que la habitación se llenó de una luz misteriosa y una fragancia extraordinaria. Como recién nacido, su cuerpo era el de un niño de tres años y las leyendas dicen que caminaba a la edad de tres meses.

## Cristianismo
Los estudiosos cristianos principales coinciden en que el nacimiento de Jesús, si no se toma como históricamente exacto, debe interpretarse en el contexto del judaísmo del siglo I, no en el contexto de mitologías extranjeras, que contienen solo similitudes remotas.

### Juan el Bautista
Según el primer capítulo del Evangelio de Lucas, Juan el Bautista nació de Zacarías y Isabel, quienes eran muy ancianos y no habían podido tener hijos. Un ángel se apareció a Zacarías y le dijo que Isabel daría a luz un hijo llamado Juan. Zacarías dudó de las palabras del ángel y quedó mudo hasta el nacimiento del niño. A pesar de su avanzada edad, Isabel quedó embarazada y dio a luz a Juan y el habla de Zacarías fue restaurada después de que escribió en una tablilla que el nombre del niño debía ser Juan, como el ángel había ordenado.

### María
El Canon bíblico moderno no registra el nacimiento de María. El relato más antiguo conocido del nacimiento de María se encuentra en el Evangelio de Santiago (5:2), un texto apócrifo de finales del siglo II, con sus padres conocidos como Santa Ana y San Joaquín. Según la tradición de la Iglesia Católica, eran estériles cuando un ángel vino a ellos y les dijo que darían a luz una hija. Durante la concepción de María, ella fue preservada de la mancha del pecado original.

### Jesús

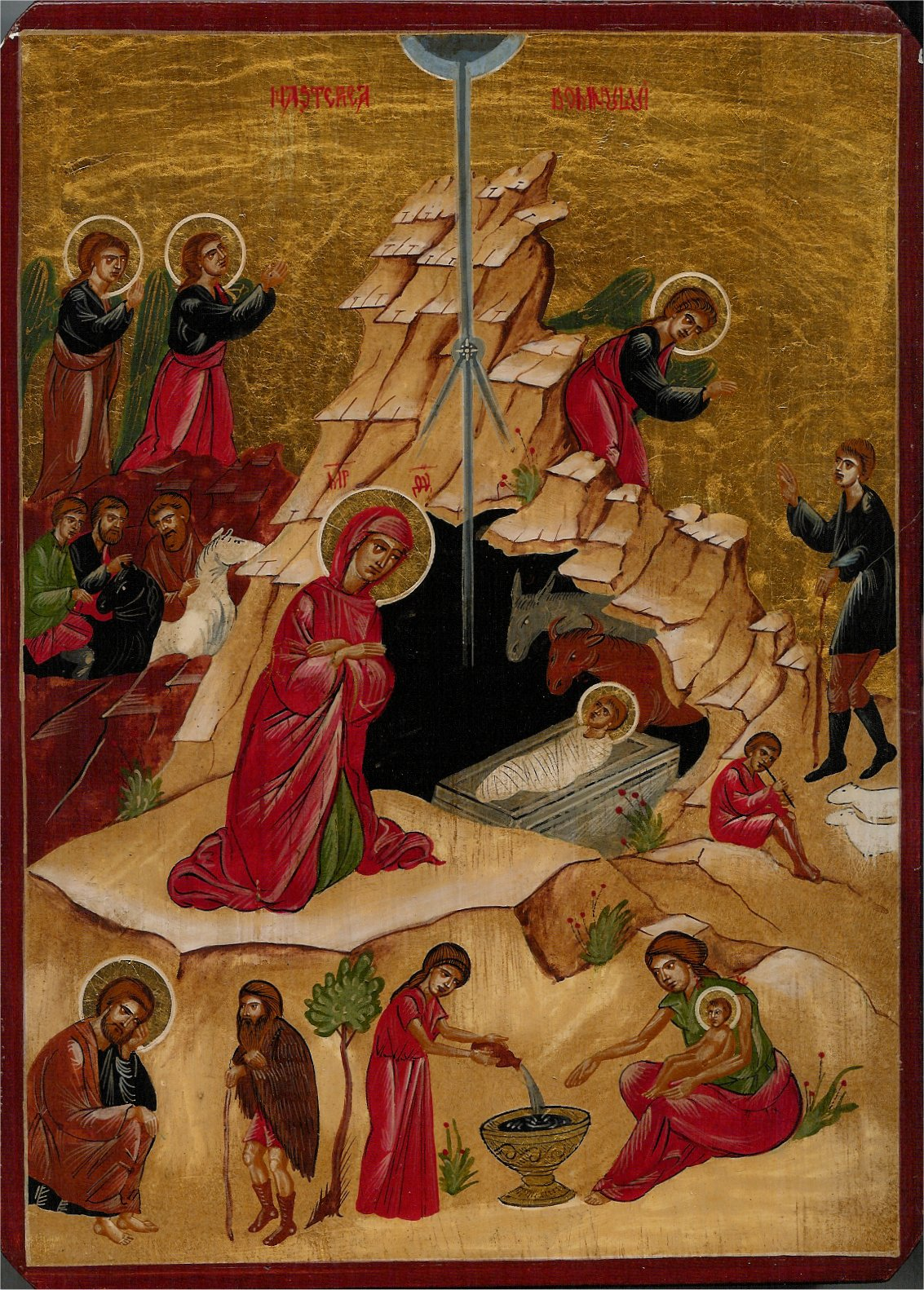
Ícono rumano del Nacimiento.

El Evangelio de Lucas y el Evangelio de Mateo describen el nacimiento de Jesús. En el relato del Evangelio de Lucas, María aprende del ángel Gabriel que concebirá y dará a luz un hijo. Ella pregunta "¿Cómo puede ser esto, ya que soy virgen?", él le dice "El Espíritu Santo vendrá sobre ti, nada es imposible para Dios", ella responde: "Aquí estoy, la sierva del Señor; hágase en mí según tu palabra".
Cuando María está a punto de dar a luz, ella y su esposo José viajan desde su hogar en Nazaret a la casa ancestral de José en Belén para registrarse en el Censo de Quirinio. Al no encontrar lugar en la posada, María da a luz a Jesús y lo coloca en un pesebre. Un ángel del Señor visita a los pastores que cuidan sus rebaños en los campos cercanos y les trae "buenas nuevas de gran gozo": "os ha nacido hoy, en la ciudad de David, un Salvador, que es el Mesías, el Señor." El ángel les dice que encontrarán a un niño envuelto en pañales y acostado en un pesebre.
En el Evangelio de Mateo, el nacimiento inminente es anunciado a José en un sueño, en el que se le instruye que nombre al niño Jesús. Una estrella revela el nacimiento de Jesús a un número (tradicionalmente tres) de magos, griego μάγος, comúnmente traducido como "sabio" pero en este contexto probablemente significando "astrónomo" o "astrólogo", que viajan a Jerusalén desde un país no especificado "en el este".
Después del siglo I, surgieron tradiciones que representaban el pensamiento de esa época y también preservaron material fuente para muchas de las ideas en los "escritos teológicos de los padres de la iglesia." En su forma actual, los escritos seudoepigrafícos contenidos en los Oráculos Sibilinos incluyen literatura escrita desde el siglo II a. C. hasta el siglo VI de la era cristiana. Contienen algo de material relevante para el nacimiento e infancia de Jesús. Pero este pasaje en los Oráculos, Libro III, probablemente representa las esperanzas de los judíos alejandrinos precristianos.

Alégrate, oh doncella, y exulta; porque el Eterno, que hizo el cielo y la tierra,
  te ha dado alegría, y morará en ti, y para ti habrá una luz inmortal.
Y lobos y corderos promiscuamente comerán hierba en los montes
  y entre los cabritos pastarán los leopardos,
y osos errantes se alojarán entre los terneros, y el león carnívoro
  comerá paja en el pesebre como el buey,
Y los niños pequeños los guiarán con una banda. Porque mansas serán en la tierra las bestias que él hizo,
Y con los niños pequeños se dormirán los dragones, y ningún daño, porque la mano de Dios estará sobre ellos.

Más tarde, los padres de la iglesia hacen referencia a libros posteriores en los Oráculos que son claras alusiones a Cristo y probablemente datan del cierre del siglo II o el comienzo del siglo III d. C. Los primeros teólogos cristianos demostraron en sus escritos su conocimiento de tales fuentes no canónicas.
Los evangelios no canónicos contienen mucho que es pertinente. La literatura apócrifa se aparta del canon cristiano y sus leyendas tienen muchos elementos similares a historias paganas que representan creencias populares de la iglesia desde el segundo siglo cristiano hasta la Edad Media.

## Islam

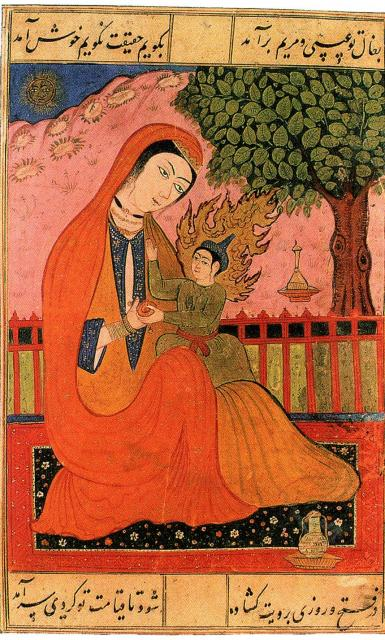
María y Jesús en una antigua miniatura persa chiita.

### Jesús en el Islam
El Corán y otra literatura islámica contienen informes de varios nacimientos milagrosos de personajes bíblicos. El Corán describe la concepción virginal de Jesús por María, que se relata en varios pasajes. La narrativa cuenta que María fue visitada por el ángel Gabriel, quien le anunció que daría a luz un hijo santo, llamado Isa (Jesús), el Mesías, y que sería un gran profeta, a quien Dios le daría el Injil (Evangelio) y hablaría en la infancia y la madurez y sería un compañero de los más justos. Cuando se le dio esta noticia a María, preguntó al ángel cómo podía tener un bebé siendo virgen. A esto, el ángel respondió: "Aun así, cuando Dios quiere crear algo, simplemente lo desea (Kun-fa-yakun) y las cosas llegan a existir".
Después de dar a luz, mientras descansaba cerca del tronco de una palmera, Jesús habló a María desde la cuna instruyéndola para que sacudiera el árbol y obtuviera sus frutos. Después de mostrar a Jesús como recién nacido a su familia, Jesús habló nuevamente: "He aquí, soy el siervo de Dios; Dios me ha dado el Libro, y me ha hecho Profeta. Bendito me ha hecho, donde quiera que esté; y me ha ordenado orar, y dar limosna, mientras viva y también cuidar de mi madre" para disipar rumores de concepción. Esta narrativa tiene fuertes paralelos con la tradición apócrifa del nacimiento de Jesús en el Evangelio de la Infancia de Tomás y el Evangelio Árabe de la Infancia.

#### Kabir
En 1440, el poeta Kabir también se dice que nació de una viuda virgen (una hindú), a través de la palma de su mano. Como Karna, Kabir fue enviado por el río en una cesta; fue encontrado y adoptado por una familia de tejedores musulmanes, río abajo.

## Otras tradiciones

### Azteca

#### Huitzilopochtli
El mito de Huitzilopochtli es únicamente azteca. Huitzilopochtli es, por lo tanto, considerado el dios del culto o el dios patrono de los Aztecas. Como deidad solar, Huitzilopochtli está estrechamente relacionado y se superpone con Tonatiuh. La madre de Huitzilopochtli fue Coatlicue, o Ella de la Falda de Serpientes. Coatlicue, conocida por su naturaleza devota y cualidades virtuosas, estaba en el Monte Coatepec o Coatepetl ("Colina de la Serpiente"; cerca de Tula, Hidalgo) un día, barriendo y atendiendo su penitencia, cuando descubrió un manojo de plumas en el suelo. Decidió guardarlas y las colocó en su seno. Sin que ella se diera cuenta, las plumas la impregnaron.

#### Quetzalcóatl
Hay varias historias sobre el nacimiento de Quetzalcóatl. En la primera historia, Quetzalcóatl nació de una virgen llamada Chimalman, a quien el dios Ometeotl se apareció en un sueño. En otra historia, la virgen Chimalman concibió a Quetzalcóatl al tragar una esmeralda. Una tercera historia narra que Quetzalcóatl nació de Coatlicue, quien ya tenía cuatrocientos hijos que formaban las estrellas de la Vía Láctea.

### Británica
En la Materia de Bretaña, se dice que el mago Merlín nació de una monja real engendrado por un íncubo, según la historia presentada por Godofredo de Monmouth.

### Mongol
Según una leyenda narrada por La Historia Secreta de los Mongoles, una mujer mongola llamada Alan Gua tuvo un hijo, llamado Bodonchar, algunos años después de que su esposo muriera. Ella afirmó que una persona amarilla radiante la visitó por la noche y la impregnó. Creía que el visitante era el dios Tengri. Bodonchar se convirtió en el fundador de la tribu Borjigin y un ancestro directo de Gengis Kan.

### Japonesa
Los nacimientos milagrosos son comunes en el folclore japonés, e incluyen a Momotarō, el Niño Melocotón (que fue encontrado dentro de un melocotón gigante flotando en un río), Kintarō (sobre quien se cuentan varios mitos de origen), y Kaguya-hime (que nació dentro del tallo de una planta de bambú brillante).

### Nativa Americana
El Gran Pacificador, a veces referido como Deganawida o Dekanawida (Iroqueses), nació como hurón, y según algunos relatos, su madre era virgen, por lo que el nacimiento fue milagroso.

### Yoruba
La deidad yoruba (orisha) conocida como Ẹ̀là, se dice que nació de una virgen, Òyígí y por lo tanto su nacimiento fue milagroso. Esta historia se narra en el Odu Ifa Èjì Ogbè. Otras historias implican que el padre pudo haber sido Orunmila.